# Waldemar Ksienzyk
Waldemar Ksienzyk (* 10. listopadu 1963, Zabrze) je bývalý německý fotbalista, pravý obránce.

## Fotbalová kariéra
Ve východoněmecké oberlize hrál za 1. FC Union Berlin a Berliner FC Dynamo, nastoupil ve 228 ligových utkáních a dal 1 gól. S Berliner FC Dynamo získal čtyřikrát mistrovský titul a dvakrát východoněmecký fotbalový pohár. Za reprezentaci Východního Německa (NDR) nastoupil v roce 1987 v přátelském utkání s Tuniskem. Po sjednocení Německa hrál za týmy Blau-Weiß 90 Berlin, Wuppertaler SV, FC Schalke 04, SV Waldhof Mannheim a SV Babelsberg 03, nastoupil v 25 bundesligových utkáních a dal 1 gól. V Poháru mistrů evropských zemí nastoupil ve 13 utkáních a v Poháru vítězů pohárů nastoupil ve 4 utkáních.

## Ligová bilance
| Ročník                                  | Zápasy | Góly | Klub                |
| --------------------------------------- | ------ | ---- | ------------------- |
| DDR-Liga 1981/82                        | 14     | 2    | 1. FC Union Berlin  |
| DDR-Oberliga 1982/83                    | 23     | 0    | 1. FC Union Berlin  |
| DDR-Oberliga 1983/84                    | 25     | 0    | 1. FC Union Berlin  |
| DDR-Oberliga 1984/85                    | 18     | 0    | Berliner FC Dynamo  |
| DDR-Oberliga 1985/86                    | 25     | 0    | Berliner FC Dynamo  |
| DDR-Oberliga 1986/87                    | 25     | 0    | Berliner FC Dynamo  |
| DDR-Oberliga 1987/88                    | 25     | 0    | Berliner FC Dynamo  |
| DDR-Oberliga 1988/89                    | 17     | 0    | Berliner FC Dynamo  |
| DDR-Oberliga 1989/90                    | 24     | 1    | FC Berlin           |
| DDR-Oberliga 1990/91                    | 26     | 0    | FC Berlin           |
| 2. německá fotbalová Bundesliga 1991/92 | 15     | 0    | Blau-Weiß 90 Berlin |
| 2. německá fotbalová Bundesliga 1992/93 | 46     | 3    | Wuppertaler SV      |
| 2. německá fotbalová Bundesliga 1993/94 | 37     | 3    | Wuppertaler SV      |
| Německá fotbalová Bundesliga 1994/95    | 19     | 0    | FC Schalke 04       |
| Německá fotbalová Bundesliga 1995/96    | 6      | 1    | FC Schalke 04       |
| 2. německá fotbalová Bundesliga 1996/97 | 13     | 0    | SV Waldhof Mannheim |
| CELKEM DDR-Oberliga                     | 228    | 1    |                     |
| CELKEM Německá fotbalová Bundesliga     | 25     | 1    |                     |